# Jasothon
Jasothon (thajsky: ยโสธร) je hlavní město stejnojmenné provincie a jedno ze čtyř velkých měst v thajském regionu Isán.

## Poloha
Jasothon leží přibližně 531 kilometrů od Bangkoku.